# Old Tom Morris Award
L'Old Tom Morris Award est la distinction honorifique la plus prestigieuse de la Golf Course Superintendents Association of America, association américaine regroupant les directeurs de terrain de golf. Elle porte le nom de Tom Morris, Sr. (1821-1908) un golfeur écossais du XIXe siècle.

## Vainqueurs
- 1983 Arnold Palmer
- 1984 Bob Hope
- 1985 Gerald Ford
- 1986 Patty Berg
- 1987 Robert Trent Jones, Sr.
- 1988 Gene Sarazen
- 1989 Juan "Chi-Chi" Rodríguez (es)
- 1990 Sherwood A. Moore, CGCS
- 1991 William C. Campbell
- 1992 Tom Watson
- 1993 Dinah Shore
- 1994 Byron Nelson
- 1995 James Watson, Ph.D.
- 1996 Tom Fazio (en)
- 1997 Ben Crenshaw
- 1998 Ken Venturi (en)
- 1999 Jaime Ortiz-Patiño
- 2000 Nancy Lopez
- 2001 Tim Finchem (en)
- 2002 Walter Woods, Esq.
- 2003 Pete Dye (en)
- 2004 Rees Jones (en)
- 2005 Jack Nicklaus
- 2006 Joseph M. Duich, Ph.D.
- 2007 Charlie Sifford
- 2008 Greg Norman
- 2009 Col. John Morley

Source.